# Greatest Hits (album Brucea Springsteena i E Street Banda)
Greatest Hits je peti kompilacijski album Brucea Springsteena, objavljen 13. siječnja 2009. eksluzivno u Wal-Mart trgovinama. To je limitirano izdanje, a ne standardno kao ostala iz Springsteenova kataloga.

## Povijest
Album je kolekcija nekih Springsteenovih hit singlova i popularnih pjesama iz njegove karijere. Springsteen je sličan album objavio i 1995. Za razliku od prijašnjih izdanja, ovaj album je potpisan s "Bruce Springsteen & The E Street Band", što je prvi put da je Springsteenov prateći sastav potpisan na kompilacijskom albumu. Kao takav, ne sadrži Springsteenov materijal nakon 1984. i prije 2002., razdoblja u kojem praktički nije snimao s E Street Bandom. Sadrži samo jednu pjesmu koja se nije našla na kompilaciji iz 2003., The Essential Bruce Springsteen, "Radio Nowhere" koja nije bila izašla u to vrijeme.
Uz cijenu od samo 10 dolara, album bi trebao kapitalizirati Springsteenov polusatni nastup na 43. Super Bowlu 1. veljače 2009. Greatest Hits je objavljen dva tjedna prije Springsteenova 16. studijskog albuma, Working on a Dream. Osim toga, album je trebao namiriti veliku investiciju Sony Musica u Springsteena 2005. U prvom tjednu dospio je na 86. poziciju Billboarda 200.
Springsteenova veza s Wal-Martom izazvala je zbunjujuće reakcije u medijima zbog pjevačeve dugogodišnje podrške radništva i tvrtkinih dugogodišnjih anti-sindikalnih akcija. Novinar Huffington Posta Tony Sachs proglasio je izdanje jednim od "pet najglupljih poteza glazbene industrije u 2008.", dok je Wall Street Journal napisao kako odražava dualitet "liberalnog pjevača-tekstopisca i komercijalnog glazbenika teškaša". Dugogodišnji Springsteenov rock-kritičar Charles R. Cross rekao je kako obožavatelji danas više prihvaćaju takve neukusne komercijalne strategije s obzirom na sveopći neukus u glazbenoj industriji. Bez obzira na to, izdanje je izazvalo kritike nekih obožavatelja kao i sindikalnih aktivista te neovisnih vlasnika CD-shopova. Springsteenov menaddžer Jon Landau je rekao: "Počnimo s premisom da je Bruce već u Wal-Martu. Wal-Mart je imao 15 posto udjela u našoj prodaji posljednjih godina. Pitanje nije hoćemo li ići u Wal-Mart; već smo ondje. Oni i drugi prodavači traže način kako da se diferenciriaju, a mi pokušavamo ugoditi svakome. Mi ne reklamiramo Wal-Mart. Nismo dali prednost ni Wal-Martu ni ikome drugom."

## Popis pjesama
Tekstovi i glazba: Bruce Springsteen. 
| 1.    | »Rosalita (Come Out Tonight)«  | The Wild, the Innocent & the E Street Shuffle | 7:05 |
| 2.    | »Born to Run«                  | Born to Run                                   | 4:30 |
| 3.    | »Thunder Road«                 | Born to Run                                   | 4:48 |
| 4.    | »Darkness on the Edge of Town« | Darkness on the Edge of Town                  | 4:29 |
| 5.    | »Badlands«                     | Darkness on the Edge of Town                  | 4:03 |
| 6.    | »Hungry Heart«                 | The River                                     | 3:20 |
| 7.    | »Glory Days«                   | Born in the U.S.A.                            | 3:49 |
| 8.    | »Dancing in the Dark«          | Born in the U.S.A.                            | 4:03 |
| 9.    | »Born in the U.S.A.«           | Born in the U.S.A.                            | 4:41 |
| 10.   | »The Rising«                   | The Rising                                    | 4:50 |
| 11.   | »Lonesome Day«                 | The Rising                                    | 4:08 |
| 12.   | »Radio Nowhere«                | Magic                                         | 3:19 |
| 53:08 |                                |                                               |      |

## Izvođači
- Roy Bittan – klavir, sintesajzer
- Ernest "Boom" Carter – bubnjevi
- Clarence Clemons – saksofon, perkusije, prateći vokali
- Danny Federici – orgulje, gloknšpil
- Nils Lofgren - gitara, prateći vokali
- Vini "Mad Dog" Lopez – bubnjevi
- David Sancious – kalvir, orgulje
- Patti Scialfa - prateći vokali
- Bruce Springsteen – gitara, vokali, harmonika
- Garry Tallent – bas
- Soozie Tyrell – violina, prateći vokali
- Max Weinberg – bubnjevi
- Steven Van Zandt – gitara, prateći vokali